# François Gardier
François Gardier (Ayaneux, 27 de marzo de 1903 — Seraing, 15 de febrero de 1971) fue un ciclista belga que fue profesional entre 1928 y 1937. 
Durante su carrera profesional consiguió 6 victorias, destacando la victoria a la Vuelta en Bélgica de 1934 y la Lieja-Bastogne-Lieja de 1933.

## Palmarés
1933
- Lieja-Bastogne-Lieja

1934
- Vuelta a Bélgica